# Mser
Le mser (ou kotoko-kuseri, kouseri, kousseri, kuseri, m'sr) est une langue tchadique biu-mandara du groupe kotoko, parlée au sud-ouest du Tchad, ainsi qu'au Cameroun, dans la Région de l'Extrême-Nord, le département du Logone-et-Chari, principalement dans l'arrondissement de Kousséri.
Elle est liée à l'afade, au malgbe, au maslam, au mpade, et au lagwan.
Le nombre total de locuteurs a été estimé à 2 100. Avec 500 locuteurs au Cameroun en 2004, le mser est considéré comme une langue moribonde (statut 8a).